# أنييلو سالزانو
أنييلو سالزانو (بالإيطالية: Aniello Salzano)‏ (20 يوليو 1991 بنابولي في إيطاليا - ) هو لاعب كرة قدم إيطالي في مركز الوسط. لعب مع نادي فينيزيا ونادي كروتوني وAC Tuttocuoio 1957 San Miniato ‏ وPortogruaro Calcio ASD ‏.

## وصلات خارجية
- أنييلو سالزانو على موقع قاعدة بيانات كرة القدم.إي يو (الإنجليزية)
- أنييلو سالزانو على موقع Soccerway.com (الإنجليزية)
- أنييلو سالزانو على موقع AS.com (الإسبانية)